# Wilhelm II. (Weimar)
Wilhelm II. der Große (* um 930/35; † 24. Dezember 1003) war ab 963 Graf von Weimar und ab 1002 Herzog in Thüringen.
Er war der älteste Sohn des Weimarer Grafen Wilhelm I. Er verfügte ferner ab 965 über die Grafenrechte im Helmegau, ab 967 im Altgau und ab 974 im Viesichgau. Er besaß Ländereien im Nabelgau (zwischen Helme und Wipper) sowie im Ohmgebirge bei Bleicherode.
Da er, trotz zahlreicher Begünstigungen durch die Königsfamilie, nach dem Tode König Ottos II. im Jahre 983 den Herzog von Bayern, Heinrich den Zänker, als Nachfolger im Königsamt unterstützte, belagerten im Jahr 984 Anhänger von König Otto III. seine Burg Weimar.
Bei der Vorwahl zur Königswahl von 1002 stand er erneut auf bayerischer Seite und entschied damit die Haltung ganz Thüringens und erreichte dafür das Ende des alten Schweinezolles der Thüringer aus dem 6. Jahrhundert. Die Grafen von Weimar waren die stärksten Rivalen der Ekkehardiner in Thüringen, die 1002 die Burg Weimar belagerten. Wilhelm empfing den König noch bei seinem Umritt und starb wenig später in hohem Alter.

## Ehe und Kinder
Seine Ehefrau ist unbekannt.
- Wilhelm III. († 16. April 1039)
- Poppo († 13. Juli, vor 1044)
- Agnes ⚭ wahrscheinlich Friedrich I., Pfalzgraf von Sachsen